# Premios Magritte
Los Premios Magritte (francés; Magritte du cinema) es la entrega de premios cinematográficos creado desde 2011 principalmente para reconocer las producciones del cine belga-franco. Este es equivalente a los Premios Oscar de Estados Unidos y Premios Cesar de Francia. El nombre elegido para este premio es un homenaje al pintor belga René Magritte.

## Historia
En 2010 , dos asociaciones fundaron la Academia André Delvaux. Es la Unión de productores cinematográficos francófonos representada por Patrick Quinet, Marion Hänsel , Olivier Bronckart y Philippe Kauffmann, y la asociación de autores, Pro Spère, representada por Luc Jabon , André Buytaers, Benoît Coppée y Alok Nandi.
La Academia André Delvaux tuvo, desde el principio, vocación de recompensar los logros y las obras artísticas más notables del cine, para tener un equivalente belga al César francés o los Oscar estadounidenses. Desde la abolición de Joseph Price Plateau en 2007, no había nada mejor para cumplir esta misión.

## Proceso de votación
La Academia André Delvaux, una organización honoraria profesional, mantiene una membresía con derecho a voto de 800 a partir de 2015. Está dividida en diferentes ramas, cada una representando una disciplina diferente en la producción cinematográfica. Todos los miembros deben ser invitados a unirse por la Junta Directiva. La elegibilidad para la membresía se puede lograr mediante una nominación competitiva o un miembro puede presentar un nombre basado en otra contribución significativa al campo de las películas. Para ser elegible para la nominación, una película debe ser una producción belga y estar abierta en el año calendario anterior (del 16 de octubre del año calendario anterior al 15 de octubre del año siguiente) en Bélgica y jugar durante siete días consecutivos.
En diciembre, la Academia revela la lista de lanzamientos elegibles; También se envía a los electores un conjunto de DVD con el catálogo de películas. Los votantes usan una boleta de votación de segunda vuelta instantánea , con nominados potenciales recompensados en la cuenta de voto transferible única por tener partidarios fuertes que los clasifiquen primero. Los ganadores son luego determinados por una segunda ronda de votación. Todos los miembros pueden votar en la mayoría de las categorías, excepto el Premio Magritte Honorario, cuyos destinatarios son determinados por la Junta de Directores de la Academia. Después de que se revelen las nominaciones, en enero, se muestran proyecciones especiales de las películas nominadas.

## Premios y ceremonias realizadas
| Ceremonia        | Datos                 | Película ganadora         | Presidente                      | Anfitrión                 |
| ---------------- | --------------------- | ------------------------- | ------------------------------- | ------------------------- |
| Magritte de 2011 | 5 de febrero de 2011  | Mr. Nobody                | Jaco Van Dormael                | Helena Noguerra           |
| Magritte de 2012 | 4 de febrero de 2012  | Les Géants                | Bertrand Tavernier              | Helena Noguerra           |
| Magritte de 2013 | 2 de febrero de 2013  | Perder la razón           | Yolande Moreau                  | Fabrizio Rongione         |
| Magritte de 2014 | 1 de febrero de 2014  | Ernest & Celestine        | Émilie Dequenne                 | Fabrizio Rongione         |
| Magritte de 2015 | 7 de febrero de 2015  | Two Days, One Night       | François Damiens                | Charlie Dupont            |
| Magritte de 2016 | 6 de febrero de 2016  | The Brand New Testament   | Marie Gillain                   | Charlie Dupont            |
| Magritte de 2017 | 4 de febrero de 2017  | Los primeros, los últimos | Virginie Efira                  | Anne-Pascale Clairembourg |
| Magritte de 2018 | 3 de febrero de 2018  | Une famille syrienne      | Natacha Régnier                 | Fabrizio Rongione         |
| Magritte de 2019 | 2 de febrero de 2019  | Nuestras Batallas         | Vincent Patar y Stéphane Aubier | Alex Vizorek              |
| Magritte de 2020 | 1 de febrero de 2020  | Mothers' Instinct         | Pascal Duquenne                 | Kody                      |
| Magritte de 2022 | 12 de febrero de 2022 | Loca por la vida          | Thierry Michel                  | Achille Ridolfi           |
| Magritte de 2023 | 4 de marzo de 2023    | Nobody Has to Know        | Lubna Azabal                    | Patrick Ridremont         |

|}

## Categorías de entrega
| - Magritte a la mejor película - Magritte al mejor director - Magritte al mejor actor en papel principal - Mejor Actriz Principal - Magritte al mejor actor de reparto - Magritte a la mejor actriz de reparto - Mejor cortometraje animado - Magritte a la mejor fotografía - Magritte al mejor diseño de vestuario - Mejor documental - Magritte al mejor montaje | - Magritte a la mejor primera película - Magritte a la mejor película flamenco - Magritte a la Mejor película extranjera en coproducción - Mejor cortometraje - Magritte a la mejor canción original - Magritte al mejor diseño de producción - Magritte al mejor guion - Magritte al mejor sonido - Magritte al actor más prometedor - Magritte a la actriz más prometedora - Magritte premio honorífico |